# Drosera felix
Drosera felix, biljna vrsta iz porodice Rosikovki, mesožderka (karnivora), trajnica iz roda rosika koja raste kao endem na jugoistoku venezuelske države Bolívar.
Hemikriptofit ili hamefit.
- D. felix, botanički vrt u Pragu
- D. felix